# Grand Prix Německa 1957
Grand Prix Německa 1957 (oficiálně XIX Großer Preis von Deutschland) se jela na okruhu Nürburgring v Nürburgu v Německu dne 4. srpna 1957. Závod byl šestým v pořadí v sezóně 1957 šampionátu Formule 1.

## Kvalifikace
- Žlutě jsou označeny týmy, které byly součástí šampionátů Formule 2.

| Poř.   | No. | Jezdec                  | Konstruktér   | Čas     | Ztráta  |
| ------ | --- | ----------------------- | ------------- | ------- | ------- |
| 1      | 1   | Juan Manuel Fangio      | Maserati      | 9:25.6  | —       |
| 2      | 8   | Mike Hawthorn           | Ferrari       | 9:28.4  | +2.8    |
| 3      | 2   | Jean Behra              | Maserati      | 9:30.5  | +4.9    |
| 4      | 7   | Peter Collins           | Ferrari       | 9:34.7  | +9.1    |
| 5      | 11  | Tony Brooks             | Vanwall       | 9:36.1  | +10.5   |
| 6      | 3   | Harry Schell            | Maserati      | 9:39.2  | +13.6   |
| 7      | 10  | Stirling Moss           | Vanwall       | 9:41.2  | +15.6   |
| 8      | 6   | Luigi Musso             | Ferrari       | 9:43.1  | +17.5   |
| 9      | 12  | Stuart Lewis-Evans      | Vanwall       | 9:45.0  | +19.4   |
| 10     | 16  | Masten Gregory          | Maserati      | 9:51.5  | +25.9   |
| 11     | 17  | Hans Herrmann           | Maserati      | 10:00.0 | +34.4   |
| 12     | 21  | Edgar Barth             | Porsche       | 10:02.2 | +36.6   |
| 13     | 4   | Giorgio Scarlatti       | Maserati      | 10:04.9 | +39.3   |
| 14     | 23  | Roy Salvadori           | Cooper-Climax | 10:06.0 | +40.4   |
| 15     | 20  | Umberto Maglioli        | Porsche       | 10:08.9 | +43.3   |
| 16     | 15  | Bruce Halford           | Maserati      | 10:14.5 | +48.9   |
| 17     | 28  | Brian Naylor            | Cooper-Climax | 10:15.0 | +49.4   |
| 18     | 24  | Jack Brabham            | Cooper-Climax | 10:18.8 | +53.2   |
| 19     | 19  | Horace Gould            | Maserati      | 10:20.8 | +55.2   |
| 20     | 27  | Carel Godin de Beaufort | Porsche       | 10:25.9 | +1:00.3 |
| 21     | 18  | Paco Godia              | Maserati      | 10:32.3 | +1:06.7 |
| 22     | 25  | Tony Marsh              | Cooper-Climax | 10:48.2 | +1:22.6 |
| 23     | 26  | Paul England            | Cooper-Climax | 11:08.4 | +1:42.8 |
| 24     | 29  | Dick Gibson             | Cooper-Climax | 11:46.4 | +2:20.8 |
| Zdroj: |     |                         |               |         |         |

## Závod
- Žlutě jsou označeny týmy, které byly součástí šampionátů Formule 2.

| Poř.   | No. | Jezdec                  | Konstruktér   | Počet kol | Čas/Odstoupení | Pořadí na startu | Body |
| ------ | --- | ----------------------- | ------------- | --------- | -------------- | ---------------- | ---- |
| 1      | 1   | Juan Manuel Fangio      | Maserati      | 22        | 3:30:38.3      | 1                | 9    |
| 2      | 8   | Mike Hawthorn           | Ferrari       | 22        | +3.6           | 2                | 6    |
| 3      | 7   | Peter Collins           | Ferrari       | 22        | +35.6          | 4                | 4    |
| 4      | 6   | Luigi Musso             | Ferrari       | 22        | +3:37.6        | 8                | 3    |
| 5      | 10  | Stirling Moss           | Vanwall       | 22        | +4:37.2        | 7                | 2    |
| 6      | 2   | Jean Behra              | Maserati      | 22        | +4:38.5        | 3                |      |
| 7      | 3   | Harry Schell            | Maserati      | 22        | +6:47.5        | 6                |      |
| 8      | 16  | Masten Gregory          | Maserati      | 21        | +1 kolo        | 10               |      |
| 9      | 11  | Tony Brooks             | Vanwall       | 21        | +1 kolo        | 5                |      |
| 10     | 4   | Giorgio Scarlatti       | Maserati      | 21        | +1 kolo        | 13               |      |
| 11     | 15  | Bruce Halford           | Maserati      | 21        | +1 kolo        | 16               |      |
| 12     | 21  | Edgar Barth             | Porsche       | 21        | +1 kolo        | 12               |      |
| 13     | 28  | Brian Naylor            | Cooper-Climax | 20        | +2 kola        | 17               |      |
| 14     | 27  | Carel Godin de Beaufort | Porsche       | 20        | +2 kola        | 20               |      |
| 15     | 25  | Tony Marsh              | Cooper-Climax | 17        | +5 kol         | 22               |      |
| Ret    | 17  | Hans Herrmann           | Maserati      | 14        | Šasi           | 11               |      |
| Ret    | 20  | Umberto Maglioli        | Porsche       | 13        | Motor          | 15               |      |
| Ret    | 23  | Roy Salvadori           | Cooper-Climax | 11        | Zavěšení       | 14               |      |
| Ret    | 18  | Paco Godia              | Maserati      | 11        | Řízení         | 21               |      |
| Ret    | 12  | Stuart Lewis-Evans      | Vanwall       | 10        | Převodovka     | 9                |      |
| Ret    | 24  | Jack Brabham            | Cooper-Climax | 6         | Řazení         | 18               |      |
| Ret    | 26  | Paul England            | Cooper-Climax | 4         | Rozdělovač     | 23               |      |
| Ret    | 29  | Dick Gibson             | Cooper-Climax | 3         | Řízení         | 24               |      |
| Ret    | 19  | Horace Gould            | Maserati      | 1         | Náprava        | 19               |      |
| Zdroj: |     |                         |               |           |                |                  |      |

Poznámky
1. ↑  Juan Manuel Fangio získal jeden bod za zajetí nejrychlejšího kola.

## Průběžné pořadí po závodě
Pohár jezdců
|        | Pořadí | Jezdec             | Body |
| ------ | ------ | ------------------ | ---- |
|        | 1      | Juan Manuel Fangio | 34   |
|        | 2      | Luigi Musso        | 16   |
| 3      | 3      | Mike Hawthorn      | 13   |
| 1      | 4      | Tony Brooks        | 10   |
| 1      | 5      | Sam Hanks          | 8    |
| Zdroj: |        |                    |      |